# 突厥-蒙古傳統
突厥-蒙古傳統（英語：Turco-Mongol traditions）为人類學上形容經過突厥化後的蒙古人的名詞。歷史上是14世紀中亞地区察合台汗國和金帳汗國的統治精英中興起的一種民族文化綜合，大多數的突厥-蒙古人的父系祖先是蒙古人，或者自我承认是蒙古人，例如萨亦德、巴布尔。
這些汗國統治的蒙古精英最終被他們征服並統治的突厥人同化，因此被稱為突厥化蒙古人。這些精英在保留了蒙古政制和法律制度的同時，逐漸接受了伊斯蘭教（抛弃了此前的腾格里信仰）以及突厥語。
历史上著名的突厥-蒙古人的国家有：伊兒汗國、察合台汗国、金帳汗國、喀山汗國、諾蓋汗國、克里米亞汗國、帖木儿帝国和莫卧儿帝国。察合台汗国疆域内生活着众多突厥-蒙古人的族群，东察合台汗国被波斯人称为蒙兀儿斯坦，其地蒙古人又称蒙兀儿人，蒙兀儿人在十四世纪集体皈依伊斯兰教，迅速伊斯兰化。蒙兀儿斯坦西部为叶尔羌、蒙兀儿斯坦东部又被称为畏兀儿斯坦（即吐鲁番汗国）。蒙古汗國垮台後，突厥化蒙古人建立了許多繼承國，如继承金帐汗国的喀山汗國、克里米亞汗國、阿斯特拉罕汗国和哈萨克汗国，以及继承了中亚察合台汗国的帖木兒帝國、布哈拉汗國和葉爾羌汗國。
这些突厥-蒙古精英阶层传承了当时主导中亚穆斯林的突厥-波斯文化；在接下来的几个世纪里，巴布尔（1483–1530），帖木儿的五代孙，建立了莫卧儿帝国，随后统治整个印度次大陆。突厥-波斯文化随着突厥化蒙古人的征服而传播至周边地区，最终成为南亚，尤其是印度北部的莫卧儿帝国，及中亚和塔里木盆地（中国西北）以及西亚许多地区统治者的主导文化。

## 历史渊源
在成吉思汗的时代以前，突厥语比蒙古语更为活跃，且突厥语民族和蒙古语民族之间已有词汇互换。至少在公元前1000年左右原始蒙古语就从原始突厥语中借用了大量词汇，这证明突厥-蒙古传统早已存在。突厥语和蒙古语在人称代词中有着广泛的借用相似性，此外还有其他词汇相似性，这些相似性似乎可以追溯到这个时代之前，并且早在公元前500年突厥人解体之前就已存在。语音组合、语法和语言类型等方面更本质的相似性（例如元音和谐、缺乏语法性别、高黏着性、高度相似的语音组合和音位）表明突厥语和蒙古语之间早在更早的时期便有了长时间的语言接触。过去，这些相似性曾归因于语言发生学关系，导致阿尔泰语系被广泛接受。近年来，由于缺乏确定的发生学证据，根据这些相似性已划分出三个已知的语言接触时期。有语言学家提出了东北亚语言联盟的理论，尽管突厥语和蒙古语显示出最广泛的相似性，但该语言联盟也包括通古斯语、朝鲜语和日语-琉球语系。根据最近的汇总和研究，在蒙古语和突厥语的借词中发现了有相同词根的双式词，其词根相同。另外，在源自其他语言的蒙古语词汇中，突厥语是最常见的来源。

## 語言
蒙古人征服之後，蒙古繼承國的蒙古精英統治階層開始被他們統治的非蒙古族人口同化。金帳汗國主要人口是后来接受了伊斯兰教的突厥和蒙古民族，此外还有人数较少的芬兰-乌戈尔人、奄蔡/阿兰、斯拉夫人、高加索山脉的民族等（其中有穆斯林也有非穆斯林）。大多数是突厥诸民族，如钦察人、库曼人、伏尔加保加尔人、花剌子模人等。拔都的家族和士兵最初是蒙古人，他们被突厥人同化失去了蒙古的身份认同。他们通常被俄罗斯人和欧洲人称為韃靼族。俄羅斯人一直用這名字稱呼他們直到20世紀，儘管該群體的大多數成員以其部落名稱呼自己，大多數人也認為自己是穆斯林。大多數人口，包括農業和游牧民族，都採用欽察語作主要語言，这一语言在金帐汗国解体后发展成为不同地区钦察人的钦察诸语言。
在察合台汗國，蒙古精英階層使用的突厥語稱察合台語、屬突厥語族葛邏祿語支，察合台語也是后来帖木兒帝國的官方語言和河中地區的日常用語。察合台语是包括维吾尔语和乌兹别克语在内的现代葛邏祿語支的祖先。

## 宗教
早期蒙古人多信仰騰格里，但是，蒙古帝國分裂后的汗国，伊兒汗國、金帳汗國和察合台汗國統治著大量穆斯林人口，其中伊兒汗國和察合台汗國分別統治了穆斯林占多数的伊朗和中亞。
在金帳汗國中，月即別於1313年即位，並採用伊斯蘭教為國教。他在金帳汗國的蒙古人中禁止佛教和薩滿教，從而扭轉了元文化的傳播。到1315年，月即別成功地使金帐汗国伊斯蘭化，殺死了反對他的宗教政策和王位繼承的朮赤系王子和喇嘛、薩滿。月即別繼續別兒哥及其繼任開始的埃及馬木留克聯盟。他與馬木路克蘇丹和開羅的影子哈里發保持著友好的關係。經過漫長的討論，他把一位公主嫁給埃及的納斯爾蘇丹。
伊斯蘭教在前蒙古时候已经在一些突厥人群中扎根，在月即別和繼任者札尼别（1342–1357）的領導下，伊斯蘭教更是獲得了廣泛認可，儘管其信奉者仍然容忍其他信仰。為了成功地擴大伊斯蘭教，蒙古人建立了一些清真寺和其他需要沐浴的“精緻場所”，這是穆斯林文化的重要組成部分。汗國首都薩萊吸引了來自其他國家的商人。由於與馬木路克蘇丹國的關係加強，奴隸貿易也蓬勃發展。財富的增長和對產品需求的增加通常會導致人口增長，薩萊也是如此。該地區的住房增加，使首都變成了一個大型穆斯林蘇丹國的中心。
在察合台汗國，木八剌沙皈依伊斯蘭教，隨著時間的流逝，汗國精英分子完全伊斯蘭化（東部則在16世紀）。察合台汗国的后继者帖木儿帝国由突厥化蒙古军阀帖木儿建立。英国历史学家John Joseph Saunders认为，帖木儿是“一个伊斯兰化、伊朗化社会的产物”，而不是草原游牧文化的产物。帖木儿利用伊斯兰教的符号和语言来使其军事征服合法化，他自称为“伊斯兰之剑”，支持教育机构和宗教机构。他使几乎所有孛儿只斤氏皈依了伊斯兰教，并且在士麦那围城战中取得了决定性胜利，沉重打击了医院骑士团，自封为“加齊”:91。